# Chartreuse d'Eisenach
La chartreuse d'Eisenach est un monastère allemand de l'ordre des Chartreux à Eisenach en Thuringe qui a été actif de 1378 à 1525. Ses bâtiments ont disparu.

## Histoire
La chartreuse Domus vallis sanctæ Elisabeth est fondée en 1378 avec le soutien successif des landgraves Frédéric le Sévère, Guillaume le Borgne et Balthazar de Thuringe. Elle est placée sous le vocable de sainte Élisabeth, en hommage à sainte Élisabeth de Hongrie, épouse de Louis IV de Thuringe. Lez premiers moines viennent de la chartreuse d'Erfurt et s'installent entre 1378 et 1383. Elle est bâtie au sud de la ville au-delà de la Frauentor (Porte Notre-Dame). Le chapitre général l'intègre formellement à l'ordre en 1382. La période d'apogée de la chartreuse Sainte-Élisabeth d'Eisenach se situe au XIVe siècle et au XVe siècle. De grands maîtres de la scolastique qui sont moines de cette chartreuse participent aux débats philosophiques et théologiques de l'époque. Il en est de Johannes Indaginis (1415-1475), prieur d'Eisenach, puis d'Erfurt, comme de son successeur Heinrich Nemritz, prieur de 1457 à 1475. La Réforme ébranle le monastère : quelques moines suivent Luther au début des années 1520.
Le 24 avril 1525, jour dit du Pfaffensturm (Tempête des Pères) à Eisenach, le monastère est pillé et subit de sévères dommages. Tous les moines et les religieuses doivent s'enfuir de la ville et abandonner leurs monastères ou couvents. C'est la fin de la chartreuse. Le landgrave Jean le Constant s'empare de la chartreuse, puis Jean-Frédéric le Magnanime, grand protecteur de Luther, reprend l'exploitation du domaine, les vignes en terrasse et les houblonnières, ainsi que l'étang à poissons (les bâtiments sont restaurés en 1537) puis se sert comme jardin d'agrément des anciens prés et champs de la chartreuse.
Pendant la guerre de Trente Ans, les bâtiments sont saccagés, la production de vin et de houblon cesse. Ils abritent ensuite dès 1694 un orphelinat et un établissement de protection de la condition des jeunes femmes. Les jardins servent de potager et de verger au duc. Entre 1717 et 1721, on adjoint à l'orphelinat une manufacture de textile. Vers 1790, le jardinier de la Cour, Johann Georg Sckell, fait des jardins un vaste parc à l'anglaise.
L'orphelinat ferme en 1819. Les bâtiments abritent alors une maison de correction fermée en 1906. Le reste des bâtiments est démoli au début du XXe siècle. Il ne demeure plus aujourd'hui que la maison du jardinier. Un jardin botanique de plus de 3 hectares et divers édifices se trouvent désormais à l'emplacement de la chartreuse.